# Сичині
Сичині (Surniinae) — підродина совоподібних птахів родини совових (Strigidae). Включає 8 родів і 49 видів. Представники підродини поширені на більшості континентів, за винятком Австралії і Антарктиди.

## Роди
- Перуанський сичик-ельф (Xenoglaux) — 1 вид (рід монотиповий)
- Сичик-ельф (Micrathene) — 1 вид (рід монотиповий)
- Волохатий сич (Aegolius) — 5 видів
- Сич (Athene) — 9 видів
- Яструбина сова (Surnia) — 1 вид (рід монотиповий)
- Сичик-горобець (Glaucidium) — 29 видів
- Сова-голконіг (Ninox) — 37 видів
- Taenioptynx — 2 види
- Папуанська сова (Uroglaux) — 1 вид (рід монотиповий)